# Parabola GNU/Linux-libre
Parabola GNU/Linux-libreはArch Linux（i686版、x86-64版）およびArch Linux ARM（ARMv7版）ベースの、自由ソフトウェアのみを使用したコンピュータ用のLinuxディストリビューションである。
ParabolaにはGNUプロジェクトのOSツールが含まれるが、カーネルは一般的に使用されるLinuxカーネルではなくLinux-libreである。Parabolaの開発は簡潔さ、コミュニティへの貢献、そして最新の自由ソフトウェアパッケージの使用に焦点を当てている。フリーソフトウェア財団 (FSF) はParabolaを完全にフリーなオペレーティングシステムのリストに入れている
。
Parabolaは通常のシステムアップデートが最新のソフトウェアを取得するために必要な全てであるような、ローリングリリースモデルである。

## 歴史
Parabolaは元々2009年にgNewSenseのIRCチャネルのメンバーにより提案された。Arch Linuxの様々なメンバーの中で、特にスペイン語を話すメンバーがParabolaプロジェクトのソフトウェアとドキュメントの開発と保守を開始した。
Parabolaは中国のLoongsonプロセッサで動作するためのサポートを提供するためMIPSへ移植されたが、開発者リソースの不足により中止となりMIPSリポジトリへの最後のコミットが2014年7月に行われた。
2011年5月20日、Parabolaディストリビューション完全にフリーなプロジェクトとしてGNUプロジェクトに受け入れられ、FSFのフリーディストリビューションリストの一部となった。
2012年2月、Dmitrij D. CzarkoffはOSNewsにParabolaをレビューした。Czarkoffは、フリーなファームウェアの不足によりテストコンピュータで数多くのハードウェア問題が浮上したことを報告した。彼は「この事は事実上Parabolaでサポートされないデバイスが多いことを意味する。例を挙げると自分のAcer Aspire One 531hネットブックにParabolaをインストールするとブロードコムのBluetoothモジュールとインテルのWiFi/WiMax Link 5150アダプタが使えない（なのでラップトップや特にネットブックでUSBポートに何かを常時接続するのはかなり面倒ではあるが、今まで通りUSB 3G/WiFiモデムとしてカスタムGingerbread ROMを搭載したHTC Magicを使うことになるだろう）」と語った。CzarkoffはParabolaで利用可能なドキュメントが不足していることについても批判した。彼は「Parabola GNU/Linuxのユーザーエクスペリエンスの全体的な印象としては、簡単かつ柔軟なインストールおよび設定プロセスを備え、適切な自由ソフトウェアパッケージを自由に選べるシステムであるという、Archのユーザーエクスペリエンスと正しく調和している。ドキュメントが不足していることでユーザーエクスペリエンスが台無しになるが、Arch Linuxのリソースをさらに進んだ設定やディストリビューションの拡張に使うことができる。自分のハードウェアが許せば、Parabolaに固執することになるだろう」と結論付けた。

### リポジトリセキュリティ
バージョン4.0.0まで、Parabolaのパッケージマネージャには署名付きパッケージのサポートが不足していた。Pacmanはダウンロード・インストール処理中に署名付きパッケージとメタデータの真偽を確認しなかった。パッケージ認証の検査を行わないと、改ざんや悪意のあるリポジトリのミラーによりシステムの完全性が損なわれる恐れがある。Pacman 4でパッケージデータベースの真偽を確認できるようになり、2012年4月現在各パッケージが署名されている。

## マスコット
2015年5月、ParabolaのアーティストがGnuというマスコットを作成した。2016年3月、Parabolaの新しいマスコットとしてドン・キホーテ風のBolaが追加された。この猫は
Parabolaの主な特徴である「優雅で、最小限で、そして軽量である（"elegant, minimalist and lightweight"）」ことを表している。Bolaはポルトガル語で「ボール」を意味しており、Para"Bola"という名前の一部を構成している。

## Arch Linux/Arch Linux ARMとの違い
このプロジェクトはi686およびx86-64アーキテクチャ用の公式Arch Linuxリポジトリと、ARMv7用の公式Arch Linux ARMリポジトリ（ただし [alarm] および [aur] を除く）から100%フリーなソフトウェアのみを使用する。一般的なLinuxカーネルの代わりにLinux-libreカーネルを使用するように、可能であればフリーな代替ソフトウェアを使用する。
使用される除去プロセスはリポジトリから、各アーキテクチャ用の自由ソフトウェアの定義の要件を満たさない約700個のソフトウェアパッケージを削除する。

### 社会契約
Parabolaは社会契約としてParabola GNU/Linux-libre Social Contractを設立した。自由ソフトウェアコミュニティや民主的精神のためのParabolaプロジェクトがフリーではないソフトウェアの最善の競合ソフトウェアでありArch Linuxの簡潔さの哲学を尊重することをこの社会契約が約束している。さらにこの社会契約はParabolaにフリーなディストリビューションであるという資格を与えたGNU Free System Distribution Guidelinesに採用されている。

## TalkingParabola
TalkingParabolaはTalkingArchベースのインストールCD派生であり、盲目のユーザーや視覚障害のあるユーザー向けに音声と点字による出力を含んだParabola ISOのリスピンである。
TalkingParabolaはParabolaライブイメージの機能が全て含まれているが、盲目のユーザーや視覚障害のあるユーザーがParabola eyes-freeをインストールを可能にするため音声と点字のパッケージが追加されている。

## インストール
Parabolaをインストールするには、インストール可能なISOイメージから行う方法と、インストール済みのArch LinuxからリポジトリリストをParabolaのそれに変更して移行する方法の2つがある。